# Kukri
Kukri eller khukuri (nepalesisk: खुकुरी khukuri) er en knivtype, der stamme fra Det indiske subkontinent, og som associeres med de nepalesisk talende gurkhaer fra Nepal og Indien. Kniven har et kurvet blad, der minder om en machete og den bruges både som et værktøj og et våben på et indiske subkontinent. Traditionelt var det en standard brugskniv for ghurkaer, hvilekt det stadig er i mange tilfælde. Det er et karakteristisk våben, som benyttes af Nepals Hær, Royal Gurkha Rifles i British Army, Assam Rifles, Assam Regiment, Garhwal Rifles, Gorkha regiments i Indins hær og alle gurkha-regimenter i hele verden i en sådan grad, at nogle engelsktalende omtalet våbnet so en "Gurkha blade" eller "Gurkha knife". Kukri-knive optræder ofte i nepalesisk og indisk heraldik og den bruges i mange traditionelle ritualer som bryllupsceremonier.
Stavemåderne Kukri, khukri og kukkri stammer alle fra indisk, men det oprindelige nepalesiske navn er khukuri.